# Xã Pequea, Quận Lancaster, Pennsylvania
Xã Pequea (tiếng Anh: Pequea Township) là một xã thuộc quận Lancaster, tiểu bang Pennsylvania, Hoa Kỳ. Năm 2010, dân số của xã này là 4.605 người.